# Запис Митића оброк Светог Димитрија (Орља)
Запис Митића оброк Светог Димитрија (Орља) се налази на парцели чији је власник Митић Бранко.

## Локација
| Општина             | Пирот                                                                       |
| Катастарска општина | Орља                                                                        |
| Потес               | Челица                                                                      |
| Координате          | 43° 18′ 55″ С; 22° 25′ 24″ И / 43.315300000000001° С; 22.423300000000001° И |
| Надморска висина    | 803m                                                                        |

## Карактеристике
Дендрометријске вредности утврђене на терену и сателитским снимцима:
| Стабло                     | Крст |
| Висина стабла              | m    |
| Обим дебла                 | m    |
| Пречник крошње             | 0m   |
| Пречник дебла              | m    |
| Висина дебла до прве гране | m    |

## База записа
Запис је у оквиру Викимедија пројекта "Запис - Свето дрво" заведен под редним бројем 0944.